# Петер Баторі
Петер Баторі (угор. Báthori Péter, між 1320 і 1330 — після 1370) — державний діяч часів Угорського королівства.

## Життєпис
Походив з угорського шляхетського роду Баторі, гілки Баторі-Ечед. Син Лькьоша Баторі. Народився між 1320 та 1330 роками. У 1330 році в Валахії загинув його батько. Відомо, що у 1334 році він та його брат Бенедект були ще неповнолітніми. Тому за пропозицією їхнього стрийка Андраша Баторі, єпископа Вараду, поділ батьківського майна було відкладено.
Згодом навчався в Італії під орудою Андраша Баторі, який готував для Петера церковну кар'єру. У 1345 році повернувся до Угорщини, але смерть стрийка Андраша знову завадила поділу майна. 1347 року стає каноніком Вараду. Втім смерть брата Бенедекта між 1348 та 1351 роками змусила Петера залишити церкву й перебрати управління родинними маєтностями, насамперед Шебен і Орбан, острів Сілас.
Згодом розбудовував свої замки та збільшував володіння. В невідомий час був надішпаном Сатмару. Остання згадка відноситься до 1370 року, коли угорський палатин Володислав Опольський наказав Петеру та його стриєчним братам сплатити борг Якабу Богаті в 1 марку сріблом. Подальша доля невідома.

## Родина
- Янош (д/н—1416), надішпан Сабольча